# Mutualidad Argentina de Hipoacúsicos
La Mutualidad Argentina de Hipoacúsicos es una organización no gubernamental, sin fines de lucro, dedicada a mejorar la calidad de vida de las personas con pérdida auditiva. Fue fundada en 1952 por iniciativa de un grupo de personas hipoacúsicas que, frente a las dificultades para importar equipos de alta tecnología, así como repuestos, pilas y otros insumos necesarios para el usuario de audífonos, decidieron crear una institución siguiendo los lineamientos del mutualismo. «Las bases fundamentales del sistema de ayuda mutua estaban orientadas por los principios de solidaridad, objetivos comunes y una idea de financiamiento establecida mediante el propio aporte periódico de los socios que conformaran la mutualidad».
Desde su creación, la mutualidad se planteó como misión «ayudar a mejorar la calidad de vida de las personas hipoacúsicas, poniendo a su alcance todos los adelantos científicos y tecnológicos necesarios para favorecer su plena integración social».
En la actualidad, la MAH cuenta con 3 sedes y 43 consultorios en toda la República Argentina que dan asistencia a aproximadamente 40.000 personas. Su personal está conformado por médicos otorrinolaringólogos, fonoaudiólogas y técnicos especializados en la reparación de audífonos, instalación de Sistemas de Aro Magnético y confección de moldes para audioprótesis.

## Historia
En enero de 1952, Luis Caporale, empleado de una firma de importación de audífonos que era hipoacúsico y técnico electrónico de oficio, escribió una carta dirigida a un grupo de personas que, como él, usaban audífonos. El objetivo de ese primer acercamiento era agruparse para encontrar juntos una solución a los problemas ocasionados por las dificultades que había para importar audífonos, repuestos y otros insumos necesarios para el correcto funcionamiento de las audioprótesis.
En mayo de ese año, Caporale se contactó con el médico otorrinolaringólogo Juan Manuel Tato, quien por ese entonces ya era una de las figuras más destacadas de la otorrinolaringología argentina, para contarle su idea de crear una mutualidad que nuclee a las personas hipoacúsicas. El Dr. Tato lo puso en contacto con el Ministerio de Salud Pública para que pueda acercar su propuesta.

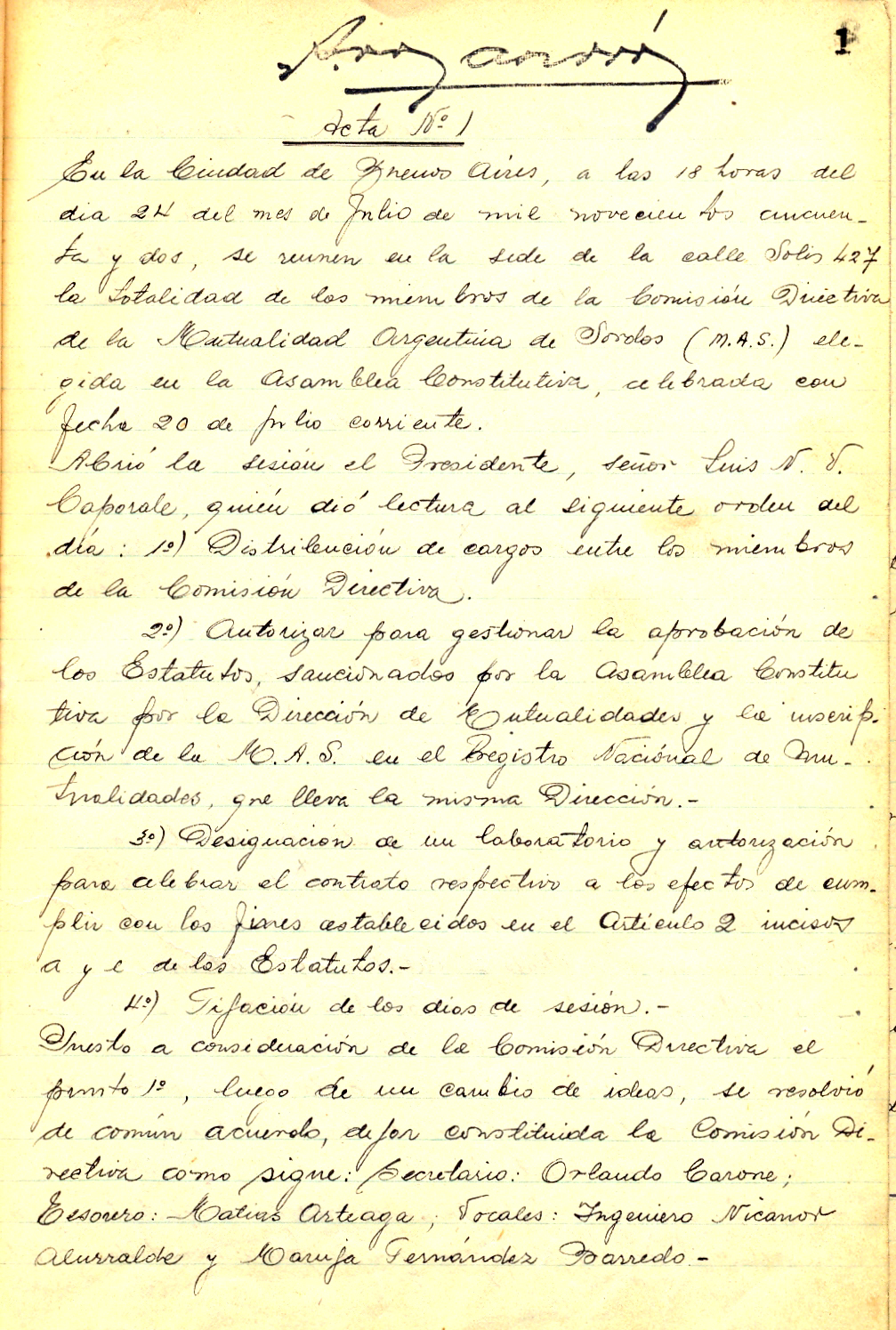
Acta de fundación de la Mutualidad Argentina de Sordos (MAS).

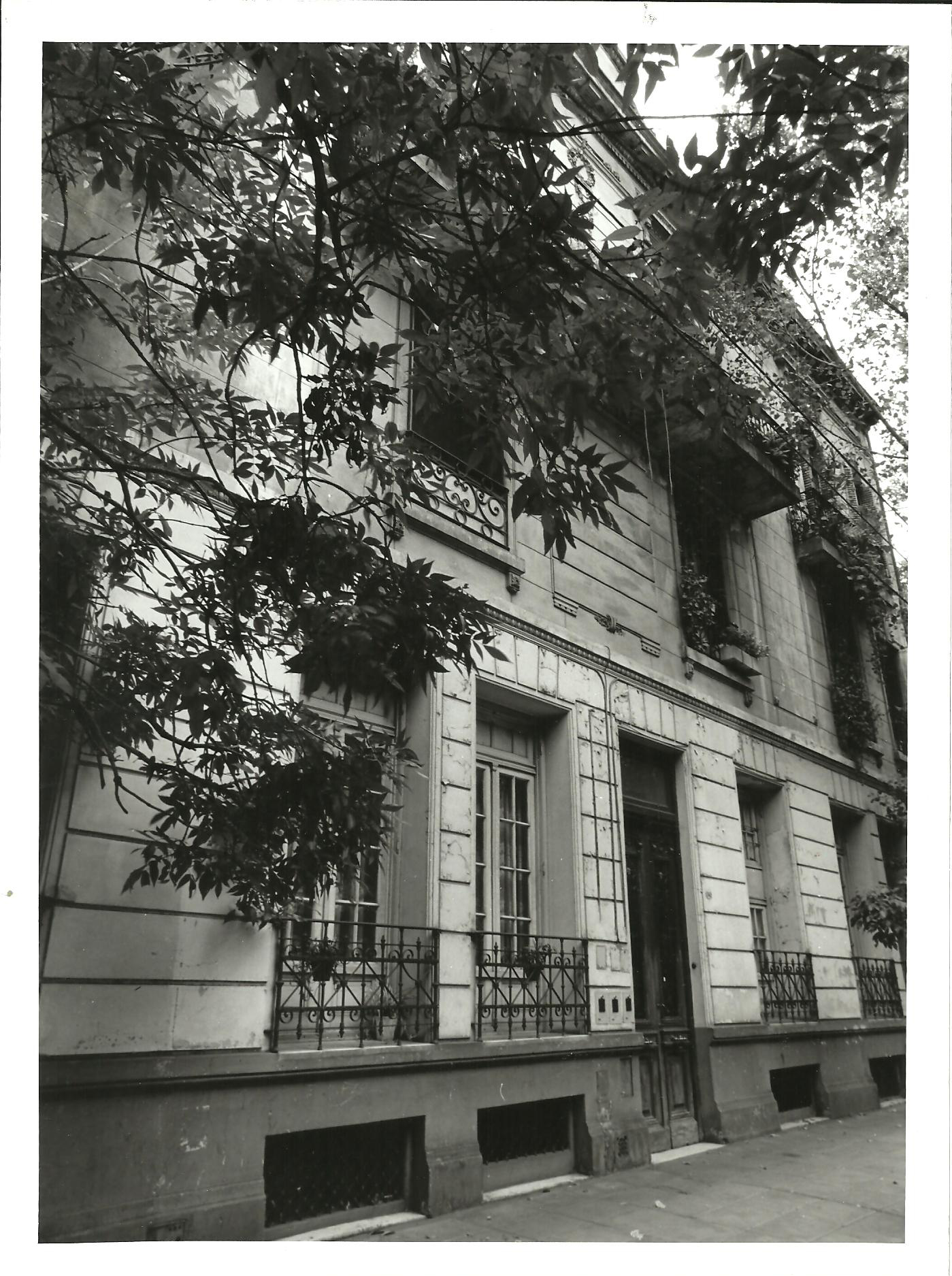
Primera Sede de la MAS.

El domingo 20 de julio de ese año a las 15:30 h., Caporale se reunió junto a treinta personas en un edificio de la calle Venezuela 1942 de la Ciudad de Buenos Aires para fundar la Mutualidad Argentina de Sordos (MAS). Ese mismo día se designó a Caporale como Presidente de la MAS. Posteriormente, se estableció la primera Sede de la joven mutual en la calle Solís 427.
En 1953 se inauguró el primer servicio médico y se creó una Comisión Asesora integrada por diputados del partido justicialista, que por ese entonces era la fuerza política en el poder. Durante el primer año de funcionamiento de la mutualidad, el servicio de reparación de audífonos estuvo a cargo de la empresa LEDA, cuyos honorarios representaban un 60 % del monto total de las cuotas sociales. Sin embargo, en julio de ese año la MAS con el objetivo de obtener mayor autonomía y fortalecer sus capacidades técnicas, rescindió el contrato con LEDA y comenzó a realizar las reparaciones dentro de la institución.

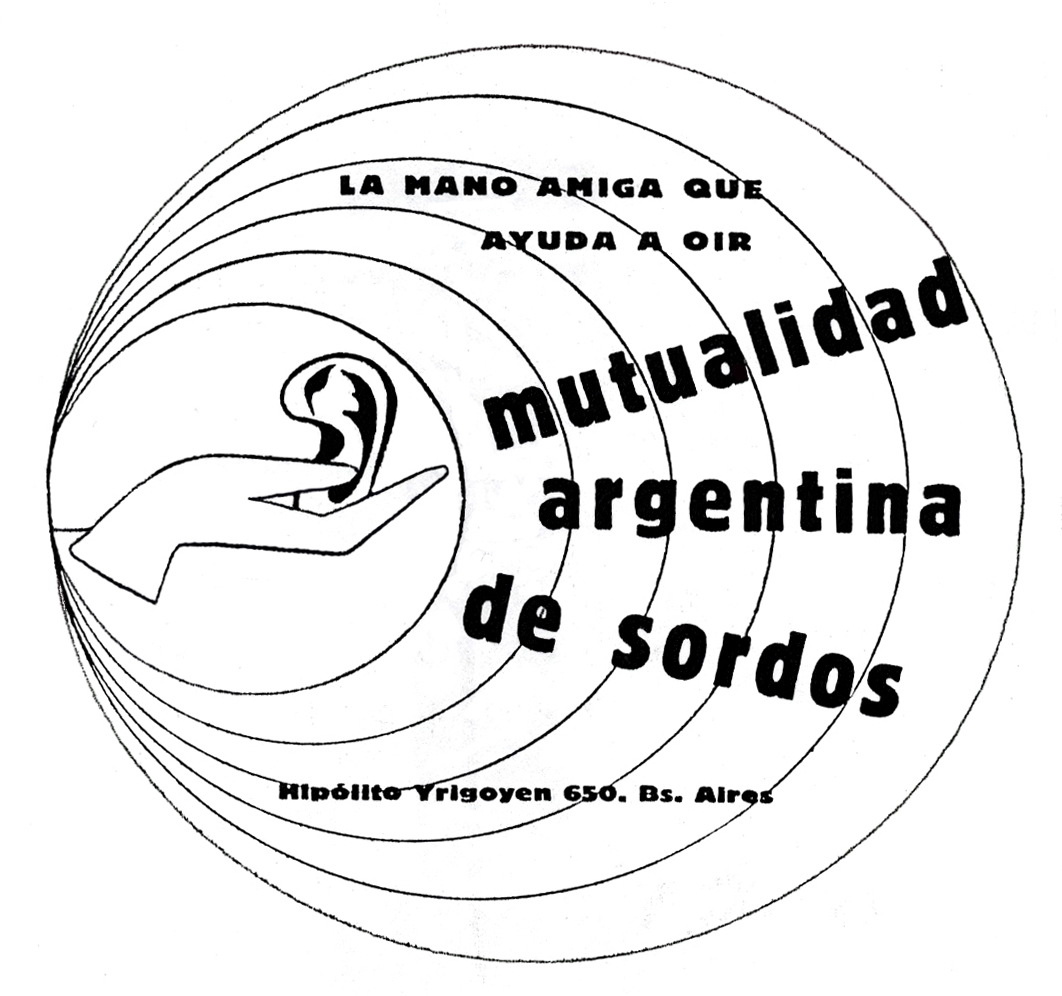
Antiguo logo de la MAS.

Las nuevas actividades de la MAS y los más de 1.300 miembros con los que contaba en 1954, pusieron en evidencia la necesidad de una nueva Sede más amplia; por lo que se alquiló el 1.er piso de un edificio ubicado en la calle Hipólito Yrigoyen 650, el cual contaba con cinco oficinas. Junto a la nueva sede, también se inauguró el Área de Foniatría y Labiolectura. En ese mismo año, la MAS comenzó a extender su proyecto al interior del país con la apertura del primer consultorio en la ciudad bonaerense de La Plata.
En 1955 se produjo el golpe de Estado autodenominado «Revolución Libertadora» que derrocó al gobierno del Presidente Juan Domingo Perón. En ese nuevo contexto sociopolítico, la mutualidad fue intervenida en 1957 y se designó a Julio Adhemar como Presidente de la institución.

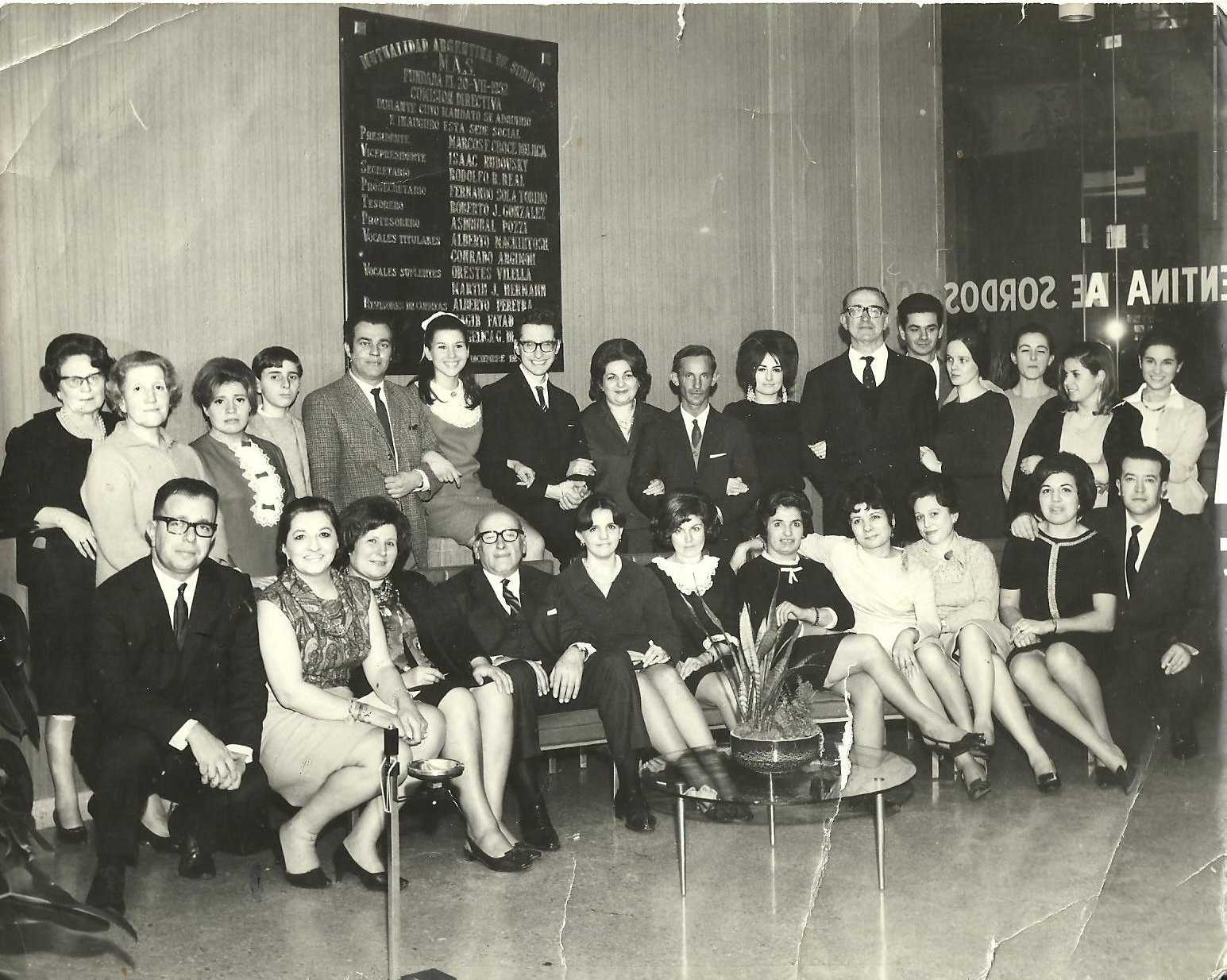
Personal de la MAS en los años 60.

A principios de 1961 la MAS ya brindaba una amplia asistencia a la comunidad hipoacúsica. Disponía de servicios médicos especializados, un gabinete de audiometría, un taller técnico de reparaciones, sistema de adjudicación de audífonos, accesorios y consultoría jurídica.
En 1964 Marco Croce Mujica, exarquero de los clubes Alumni, Racing y la Selección Argentina de fútbol, asumió la Presidencia de la Mutualidad. En ese mismo año, se recibieron donaciones aportadas por los Socios de todo el país con el objetivo de que la institución pudiera adquirir su primera propiedad. Ese dinero y un crédito otorgado por el Banco Hipotecario permitieron que, durante los primeros días de 1967, la MAS mude su Sede Central a un edificio ubicado en la calle Cangallo 1654, hoy Tte. Gral. J. D. Perón.
La MAS estableció relaciones con la empresa fabricante de audífonos American Danish Oticon en 1969 y, fruto de ese vínculo, pudo llevar adelante la modernización de su laboratorio técnico con fondos aportados por la empresa de origen danés. Durante ese año, Oticon envió por primera vez a Buenos Aires al Ing. Ib Corell, quién participó durante 38 años en el desarrollo científico-técnico de la MAS y en la realización de una gran cantidad de cursos de capacitación para su personal especializado.
Durante este período, el Dr. Yankel Pasik se incorporó al personal médico de la MAS. Este joven médico otorrinolaringólogo tendría un lugar destacado en la historia y crecimiento posterior de la institución. En 1973 el Dr. Pasik asumió como Jefe Médico de la entidad y, al año siguiente, se realizó la primera reforma del edificio. En esa época también celebró un convenio con la obra social del estado PAMI que fue clave para la MAS, debido a que le permitió comenzar su expansión al interior del país.
El 24 de marzo de 1976 se produjo un golpe de Estado que derrocó al gobierno de la Presidenta María Estela Martínez de Perón. Ese mismo año, la MAH fue nuevamente intervenida, situación que se mantuvo hasta 1983, sucediéndose en su conducción dos interventores civiles y tres militares.
En 1982 la Mutualidad Argentina de Sordos cambió su nombre a Mutualidad Argentina de Hipoacúsicos (MAH). Un año después, en sintonía con la política nacional, la institución pudo retomar el ejercicio democrático y asumió la primera presidenta mujer: Julieta Cammarota. Así comenzó una etapa que continúa hasta actualidad en la que se sucedieron las presidencias de Héctor Pintos, Lía de Araya, Leopoldo Cozzani, Ricardo Clascá, Miriam Migailoff y Héctor Pantusa.
Desde 1984 la MAH enfocó su política en impulsar la capacitación profesional, para lo que se invitaron a destacadas figuras internacionales. Ese año se organizó el 1.er curso de técnicas de audioprótesis destinado a la especialización de fonoaudiólogas.
A partir de 1985 se llevó adelante la renovación ininterrumpida de los Consejos Directivos de la MAH, de acuerdo a lo establecido por el estatuto de la institución. También se comenzó a trabajar con la marca Danavox, que posteriormente fue adquirida por el grupo Great Nordic. A partir de allí, la empresa quedaría ligada a la MAH a través de las marcas Resound y Beltone.
En la década del ´90 la MAH publicó el libro «Audioprótesis: Enfoque médico, fonoaudiológico y electroacústico», dirigido y coordinado por el Dr. Yankel Pasik (1990), que significó un destacado aporte a la literatura especializada en habla hispana. A esta primera publicación la siguieron otras, como la edición en español del libro «Audífonos, ¿Quién los necesita?», del Dr. David Pascoe (1992); «Sordoceguera», del Dr. Alberto Fidel Muñoz y colaboradores (2012); y «Bases de matemáticas y física para audiólogos», del Ing. Horacio Cristiani (2014).
La creciente demanda de la comunidad hipoacúsica respecto de mejores condiciones de acceso a los productos culturales, generaron que la MAH comenzara a idear un plan de políticas de acción dirigidas a la integración. El primer paso fue evaluar distintas tecnologías que permitiesen mejorar la accesibilidad. Fue así como técnicos de la mutual incorporaron los Sistemas de Amplificación de Aro Magnético y, en 1998, se dio un paso cuando el Consejo Directivo de la MAH lanzó el Programa Sin Barreras de donación de sistemas de Aro Magnético, con el objetivo acercar el arte y la cultura a las personas hipoacúsicas.

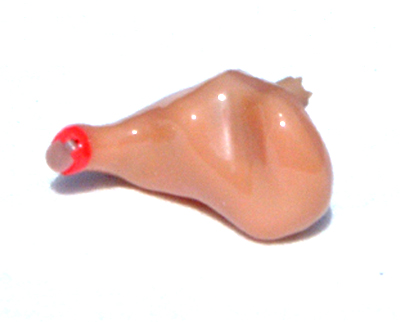
Audífono MAHTONO modelo Alfa.

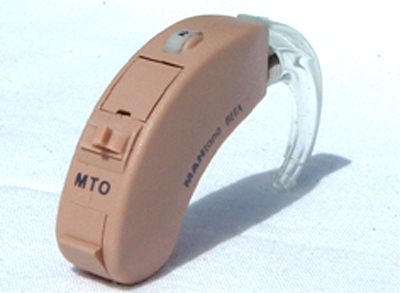
Audífono MAHTONO modelo Beta.

El cambio de milenio trajo aparejado un proceso de modernización y profundización de las políticas delineadas anteriormente. Después de muchos años de servicio se jubiló el Dr. Yankel Pasik y asumió el Ing. Horacio Cristiani como director general. También, se realizó la digitalización de las historias clínicas de todos los Socios y, producto de la crisis económica que atravesaba el país y la devaluación que dificultaba la adquisición de las audioprótesis, repuestos y otros insumos de origen importado, la MAH decidió lanzar en 2002 el MAHTONO: primer audífono diseñado y fabricado en Argentina. El MAHTONO constó de tres modelos ALFA I, ALFA II Y BETA. Los dos primeros eran intracanales (se colocaban dentro del conducto auditivo) mientras que el último era retroauricular (se colocaba detrás del pabellón auricular).
Desde 2005, la MAH profundizó las actividades recreativas y culturales dirigidas a sus Socios. Se conformaron los grupos de reflexión «MAHJoven» y «¿Qué nos pasa?», dirigidos a jóvenes y adultos, respectivamente. Estos grupos, coordinados por psicólogos, se crearon con el objetivo de brindar un espacio para la reflexión y compartir sus experiencias. Por otra parte, se multiplicó también la oferta de paseos recreativos en la ciudad y sus alrededores, se abrió una agenda de charlas de interés general, muestras de arte, espectáculos musicales y el comienzo de un «Ciclo de Cine Argentino Subtitulado».
En 2007, la MAH comenzó a brindar los servicios de selección y calibración de Implantes Cocleares (IC) e implantes de oído medio, lo que permitió ofrecer diferentes opciones tecnológicas de vigencia actual.

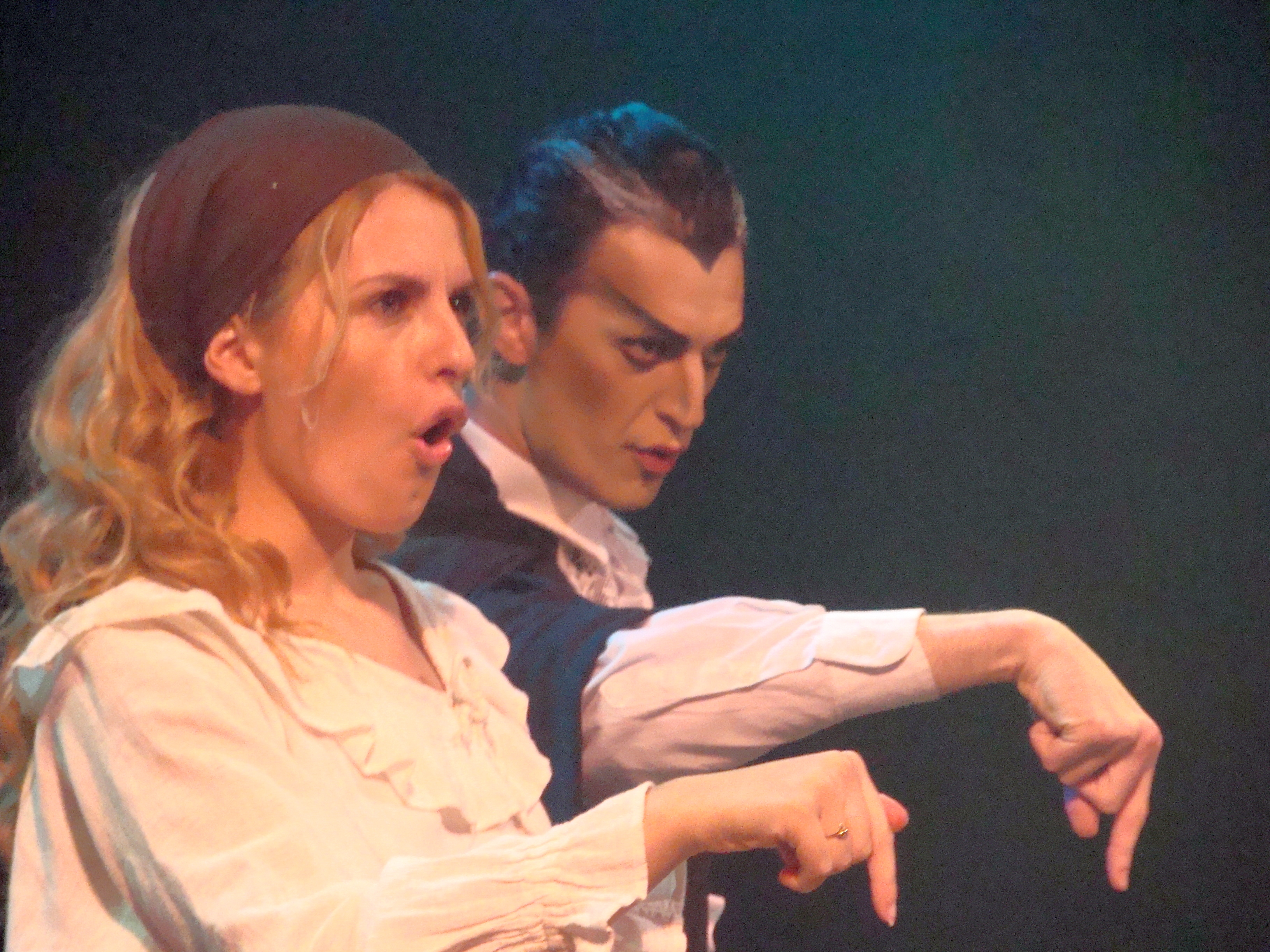
«Drácula, el musical», para personas sordas e hipoacúsicas.

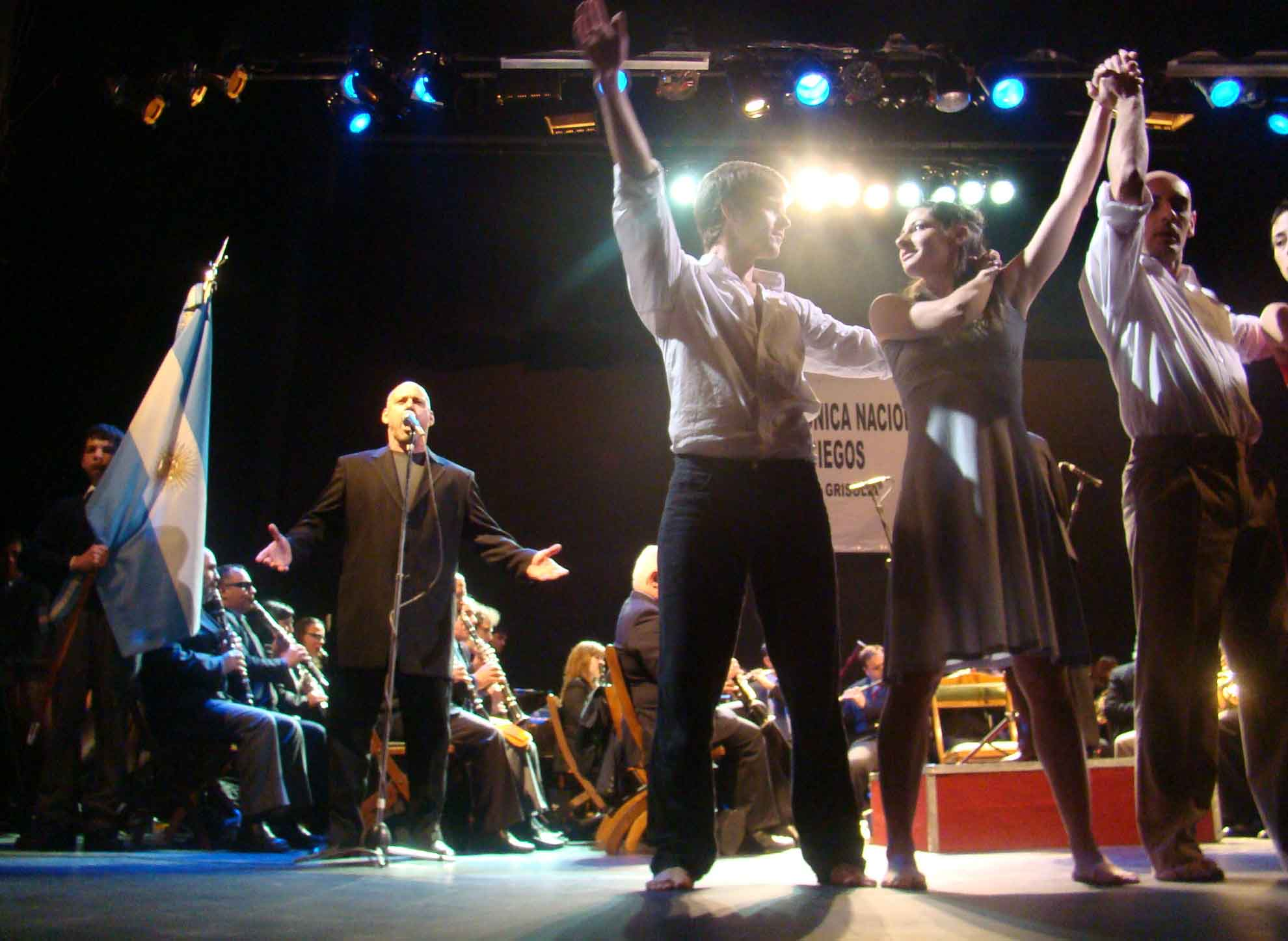
I Concierto Solidario e Integrador.

En 2008 y 2009 la MAH estrenó la obra «Drácula, el musical» de Cibrian-Mahler para público sordo e hipoacúsico en el Teatro Del Globo. Está inédita puesta en escena contó con la interpretación simultánea en Lengua de señas argentina (LSA) por parte de alumnos del Instituto Superior Villasoles Archivado el 31 de marzo de 2016 en Wayback Machine., subtitulado en vivo y la puesta en funcionamiento de un Sistema de Aro Magnético.

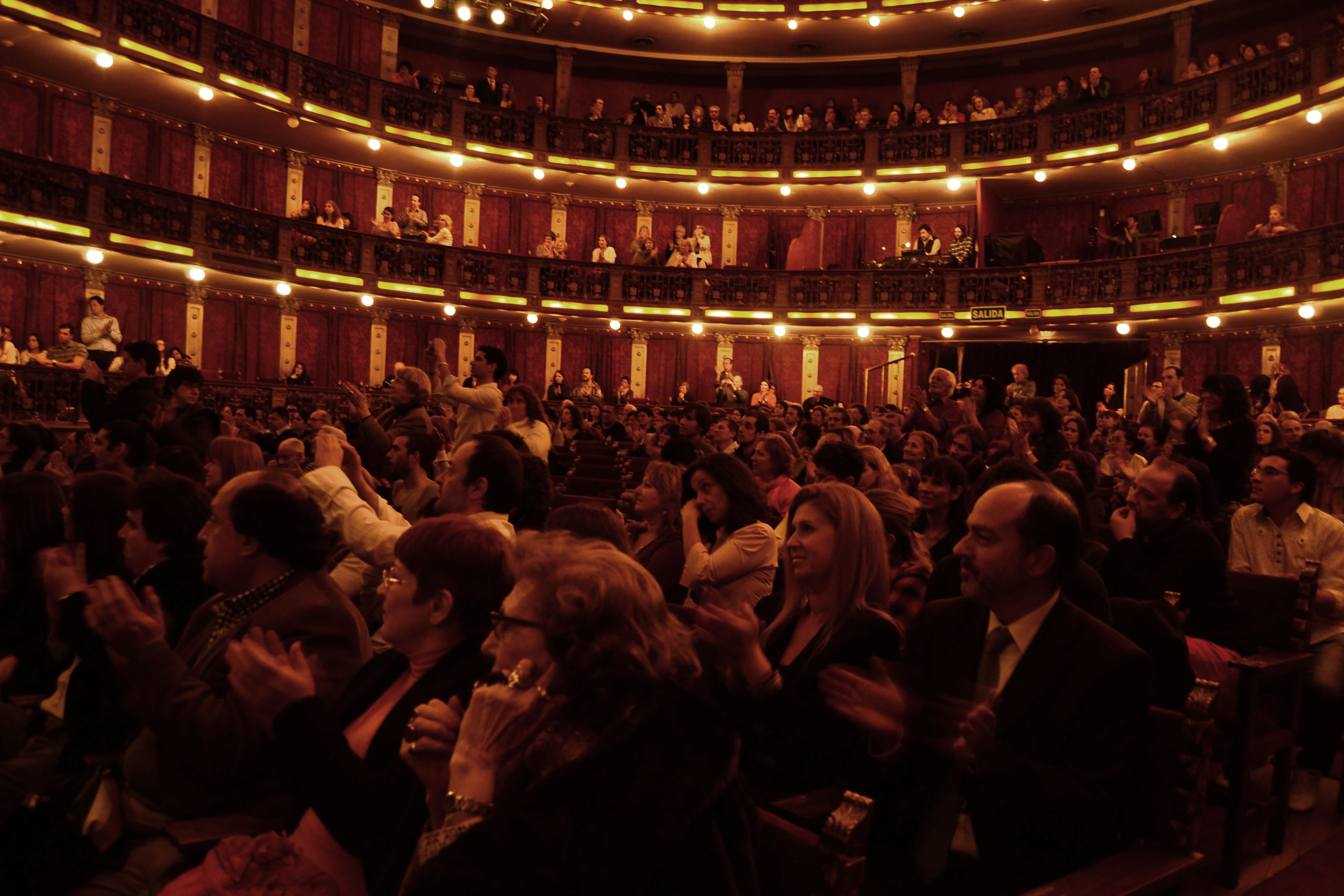
II Concierto Solidario e Integrador.

En 2010 y en el mismo teatro, la Banda Sinfónica Nacional de Ciegos «Pascual Grisolía» (BSNC) y la MAH llevaron a cabo el I Concierto Solidario e Integrador, que presentó al tenor Darío Volonté, su mujer, la mezzosoprano Vera Cirkovic junto a la Compañía Nacional de Danza Contemporánea y la interpretación en LSA del Himno Nacional Argentino a cargo de alumnos del Instituto Superior Villasoles.  Nuevamente el instituto Superior Villasoles participó con 40 intérpretes en escena y se instaló un Aro magnético en la sala.
En 2013 se hizo el «II Concierto Solidario e Integrador» en el marco de la inauguración de un Aro magnético que la MAH donó a la sala María Guerrero del Teatro Nacional Cervantes. En esta ocasión, nuevamente junto a la Banda Sinfónica Nacional de Ciegos «Pascual Grisolía» se realizó un espectáculo que tuvo como invitados especiales a la pianista Lorena Eckell y a Juan Carlos Baglietto en voz y a Lito Vitale en teclados.

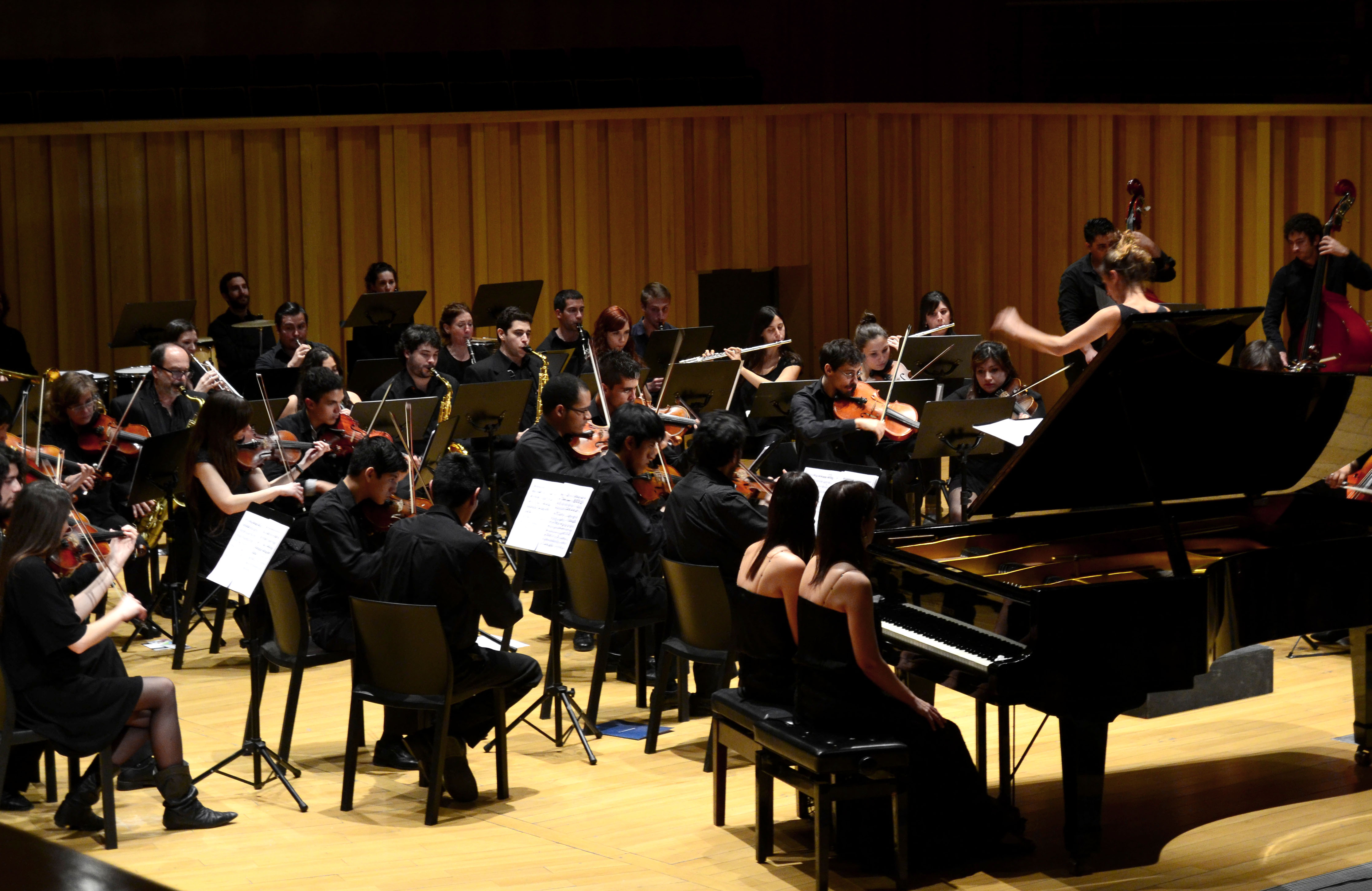
Concierto Solidario Música Sin Barreras.

La última experiencia de este tipo, tuvo lugar en 2015 cuando la MAH organizó «Concierto Música Sin Barreras» en la Sala Sinfónica de la Usina del Arte, donde presentó a las hermanas gemelas no videntes Fabiana y Paula Chávez en un concierto de piano a cuatro manos. El espectáculo se llevó a cabo junto a la Orquesta del Centro y contó con la participación del violinista ruso Dimitry Rodnoy. En ese marco se inauguró un Aro Magnético donado por la MAH a ese espacio cultural.
Por último, la MAH lanzó en 2014 la campaña «Dale PLAY a tu audición», con el objetivo de concientizar a la población sobre el daño que puede ocasionar el mal uso de los Reproductores Estéreos Personales (REP): MP3, teléfonos celulares, iPod, etc. y llevó adelante la incorporación de tecnología de última generación para cumplir con los estándares médicos y técnicos internacionales.

## Políticas de integración de la comunidad hipoacúsica

### Programa Sin Barreras
La MAH creó en 1998 el «Programa Sin Barreras» con el objetivo de «favorecer el acceso de las personas hipoacúsicas al arte y la cultura nacionales». Para llevar adelante el programa, la MAH adquirió una tecnología específica, el Sistema de Aro Magnético, que permite que el sonido se transmita directamente al audífono sin los efectos adversos de la reverberación, la distancia y los ruidos de fondo. Posteriormente, se diseñó un plan anual de donaciones a distintos espacios culturales de la República Argentina.
La primera donación se realizó en 1998 al Teatro Maipo de la Ciudad Autónoma de Buenos Aires. En la actualidad, se donaron más de 70 Sistemas de Aro Magnético a distintos espacios culturales cómo el Teatro Colón, el Teatro Nacional Cervantes, la Usina del Arte, la Sala Martín Coronado del Complejo Teatral de Buenos Aires, la sala B de Ciudad Cultural Konex, la sala 1 del Cine Gaumont, el Planetario «Galileo Galilei» de la Ciudad de Buenos Aires, la Universidad Tecnológica Nacional (UTN), el Teatro Argentino de la Plata, el Teatro Auditórium de Mar del Plata, el Teatro Municipal de Bahía Blanca, el Planetario de la Ciudad de La Plata, el Teatro Gral. San Martín de Córdoba, el Teatro Independencia de Mendoza, el Teatro Provincial de Salta, el Teatro la Comedia de la ciudad de Rosario, el Teatro 3 de Febrero de la ciudad de Paraná, entre otros.

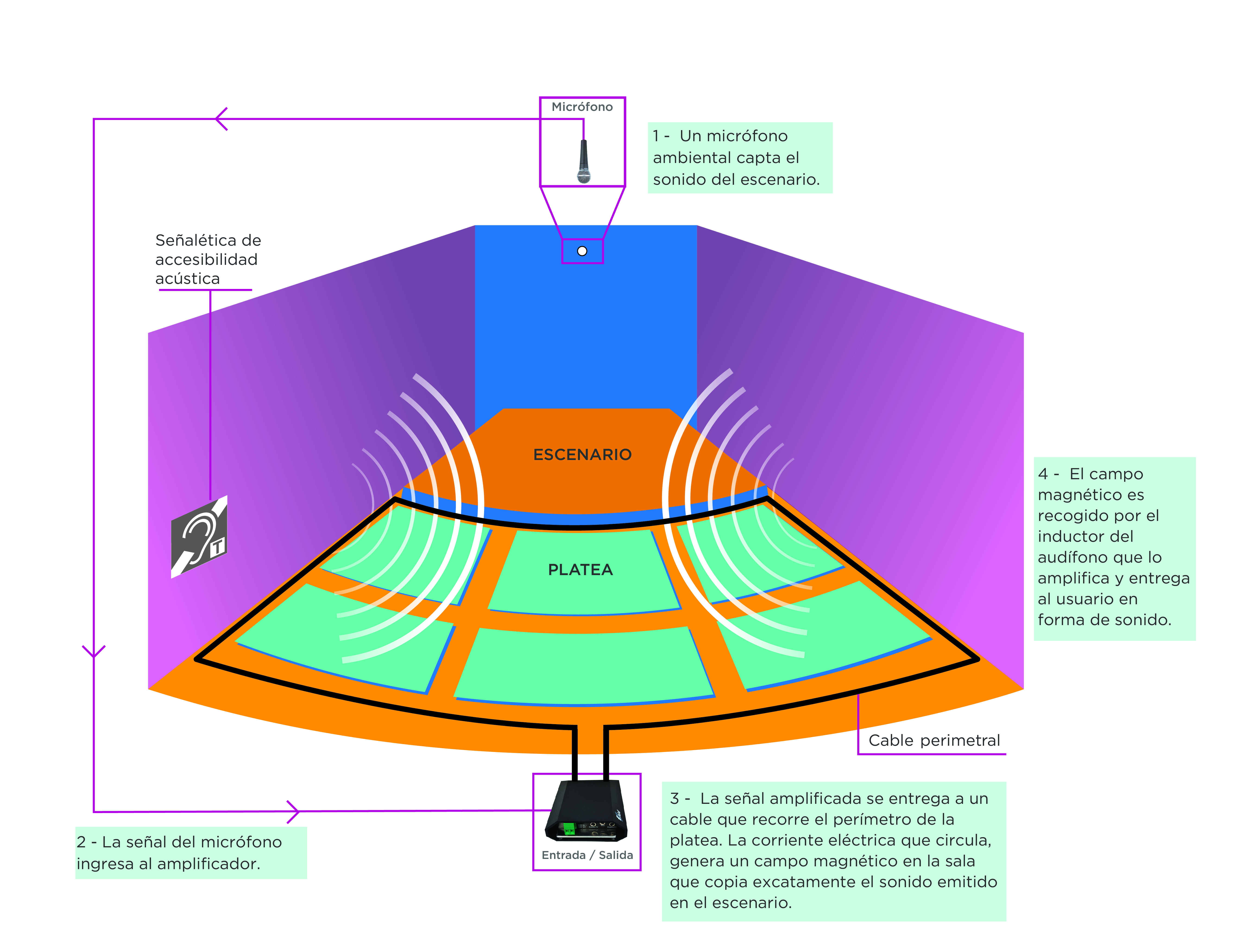
Infografía del funcionamiento del Sistema de Aro Magnético en una sala.

### ¿Qué es un Sistema de Aro Magnético y cómo funciona?
El Sistema de Aro Magnético es un amplificador especialmente adaptado para entregar su señal de salida a un cable de cobre que se instala alrededor del perímetro de una sala. La señal genera en la superficie un campo magnético que es captado por la bobina telefónica de un audífono o Implante Coclear, amplificado y convertido en sonido que llega al oído de la persona. Para poder activar la bobina, la audioprótesis debe ser colocada e posición T.

### Ciclo de Cine Argentino Subtitulado
El «Ciclo de Cine Argentino» (CCAS), nació dentro del «Programa Sin Barreras», para facilitar el acercamiento de la comunidad hipoacúsica al cine argentino. Las proyecciones cuentan con subtitulado en español y el funcionamiento de un Sistema de Aro Magnético instalado en la sala. Esta iniciativa llave más de diez años de vida, 39 películas proyectadas y la presencia de 1.800 espectadores que donaron más de 850 kg de alimentos durante este periodo. Ha contado además con la participación de artistas invitados como Diego Peretti, Marcelo Mazzarello, Gastón Pauls, Luis Luque, Eduardo Blanco, China Zorrilla, Teresa Costantini y Juan José Campanella, entre otros.
Esta experiencia representa para muchas de las personas que asisten a este Ciclo la posibilidad de ver una película argentina por primera vez en la pantalla.